# Maestro(s)
Pour les articles homonymes, voir Maestro (homonymie).
Pour plus de détails, voir Fiche technique et Distribution.
Maestro(s) est un film franco-belge écrit et réalisé par Bruno Chiche, sorti en 2022.

## Intrigue
Denis Dumar est devenu un chef d'orchestre renommé, comme François, son père. L'un et l'autre se ressemblent beaucoup mais ne parviennent pas à communiquer, d'autant que leur travail les met en concurrence.
Un jour, La Scala de Milan informe François qu'il a été choisi pour diriger son orchestre. C'est la consécration. Mais rapidement, le célèbre opéra convoque Denis et lui révèle sa méprise : c'est lui, Dumar fils qui a été choisi en réalité, pas Dumar père.
Denis Dumar, qui a toujours rêvé de diriger La Scala, hésite à annoncer la nouvelle. Dans le même temps, ses proches insistent pour qu'il s'émancipe du poids paternel et prenne enfin ses fonctions.

## Fiche technique
Sauf indication contraire, les informations mentionnées dans cette section peuvent être confirmées par les bases de données cinématographiques IMDb et Allociné,  présentes dans la section « Liens externes ».
- Titre original : Maestro(s)
- Réalisation : Bruno Chiche
- Scénario : Bruno Chiche, Yaël Langmann, Clément Peny, inspiré du film Footnote de Joseph Cedar
- Musique : Florencia Di Concilio
- Décors : Clément Colin
- Costumes :  Isabelle Mathieu
- Photographie : Denis Rouden
- Production : Philippe Rousselet
- Sociétés de production : Vendôme films, Orange Studio, Apollo films et Belga Productions
- Société de distribution : Apollo Films| Médias externes |                                                            |
| Images          |                                                            |
|                 | Affiche du film sur le site Allociné                       |
| Vidéos          |                                                            |
|                 | Bande-annonce du film sur le compte YouTube d'Apollo Films |
- Pays de production :  France /  Belgique
- Langue originale : français
- Format : couleur
- Genre : drame
- Durée : 88 minutes
- Date de sortie :
  - France : 7 décembre 2022

## Distribution
Sauf indication contraire, les informations mentionnées dans cette section peuvent être confirmées par la base de données cinématographiques Allociné,  présente dans la section « Liens externes ».
- Yvan Attal : Denis Dumar
- Pierre Arditi : François Dumar
- Miou-Miou : Hélène Dumar, la femme de François et mère de Denis
- Pascale Arbillot : Jeanne, l'agent et ex-femme de Denis
- Caroline Anglade : Virginie, la violoniste amoureuse de Denis
- Anaëlle Othenin-Girard : Mathieu, le fils de Denis et de Jeanne
- André Marcon : Alexandre Mayer, le directeur de la Scala de Milan
- Valentina Vandelli : Carla, la secrétaire d'Alexandre
- Caterina Murino : Rebecca
- Benoît Moret : Antoine

## Production
Le film est une coproduction de Vendôme films, Orange Studio, Apollo films et Belga Productions, réalisée avec la participation d'OCS et de Canal+, avec le soutien du tax Shelter du gouvernement fédéral de Belgique via le Belga Film Fund.

### Tournage
Le tournage a eu lieu dans la région Île-de-France durant 6 semaines (mars-avril 2021), avec des scènes tournées à l'Opéra-Comique de Paris.

## Accueil

### Accueil critique
En France, le site Allociné donne la note de 3⁄5, après avoir recensé 15 critiques de presse.

### Box-office
Pour son premier jour d'exploitation en France, Maestro(s) a réalisé 22 354 entrées, dont 8 847 en avant-première, pour un total de 1 684 séances proposées. En comptant l’ensemble des billets vendus à ce premier jour, le film se positionne en troisième place du box-office des nouveautés pour leur journée de démarrage, derrière Le Royaume des étoiles (61 466) et devant Nos frangins (11 058).
Au bout d’une première semaine d’exploitation dans les salles françaises, le long-métrage totalise 111 837 entrées, pour une quatrième place au box-office, derrière Black Panther : Wakanda Forever (137 244) et devant Simone, le voyage du siècle (79 710). En semaine 2, le film réalise 64 856 entrées supplémentaires pour une septième place au box-office, derrière Enzo Le croco (100 753) et devant le biopic sur Simone Veil (62 601).
| Pays ou région | Box-office      | Date d'arrêt du box-office | Nombre de semaines |
| -------------- | --------------- | -------------------------- | ------------------ |
| France         | 268 705 entrées | 31 janvier 2023            | 8                  |
| Total mondial  | - $             | -                          | -                  |